# FC Infonet Tallinn
El FC Infonet Tallinn, conocido también en el ámbito internacional como FCI Tallinn, es un club de fútbol ubicado en Tallin, Estonia. Actualmente milita en la Esiliiga B, tercer nivel del fútbol estonio. 
Fue fundado en 2002 como un equipo formativo cuyo propietario era la empresa de telecomunicaciones Infonet. Entre 2013 y 2017 estuvo compitiendo en la Meistriliiga, máxima categoría del fútbol nacional, y a lo largo de ese breve tiempo llegó a ganar la Liga de 2016, una Copa de Estonia y una Supercopa. Al término de la temporada 2017 acabó siendo absorbido por el Levadia Tallinn y pasó a jugar en la II liiga, la cuarta división nacional.

## Historia
El FCI Tallinn fue fundado el 29 de enero de 2002 como Tallinna FC Atletik por el empresario informático Andrei Leshkin, interesado en crear un club de fútbol formativo para jóvenes. Tras ascender hasta categorías semiprofesionales, la entidad absorbió en 2010 a otro equipo de la capital, el SC Bercy, y empezó a competir en la Esiliiga (segunda división) a partir de la temporada 2011. El nombre de la entidad resultante, FC Infonet, hacía referencia a la empresa de telecomunicaciones del propietario.
Bajo las órdenes del entrenador ruso Aleksandr Pushtov, el Infonet se proclamó campeón de la Esiliiga en 2012 y logró el ascenso a la Meistriliiga, máxima categoría. El 13 de julio de 2015 igualó la mayor goleada en la historia del fútbol, el «36-0» del Arbroath al Bon Accord en 1885, después de vencer por el mismo resultado al modesto JK Virtsu en la Copa de Estonia.
La mejor etapa del Infonet llegó en la temporada 2016, cuando se proclamó campeón de la Meistriliiga con dos puntos de ventaja sobre el FC Levadia. Al año siguiente se hizo tanto con la Copa de Estonia como con la Supercopa. En competiciones europeas, en las que debía participar como FCI Tallinn, nunca llegó a superar una ronda eliminatoria: en la Liga Europa 2016-17 fue eliminado por el Hearts of Midlothian escocés y en la Liga de Campeones 2017-18 cayó frente al Hibernians maltés.
Al término de la temporada 2017, el Levadia Tallinn confirmó que había llegado a un acuerdo de fusión por absorción con el Infonet, tomando al primer equipo y al primer filial, aunque el Infonet toma el lugar del segundo equipo filial en la quinta división

## Jugadores

### Jugadores destacados
La siguiente lista recoge algunos de los futbolistas más destacados de la entidad.
| - Vladimir Avilov (2011-2017) - Matvei Igonen (2012-2017) - Konstantin Nahk (2013-2014) - Trevor Elhi (2013-2015) - Aleksandr Dmitrijev (2015-2017) - Pavel Dõmov (2015-2017) |  | - Sergei Mošnikov (2016) - Dmitri Kruglov (2016-2017) - Albert Prosa (2017) - Manucho (2012-2014) - Haminu Draman (2015-2016) - Ofosu Appiah (2016-2017) |

## Entrenadores
- Andrei Borissov (2011)
- Aleksandr Pushtov (2011-2017)
- Aleksandar Rogić (2017)

## Palmarés
- Meistriliiga (1): 2016.
- Copa de Estonia (1): 2017.
- Supercopa de Estonia (1): 2017.

## Participación en competiciones europeas
| Temporada | Torneo                | Ronda           | Club       | Casa | Visita | Global |
| --------- | --------------------- | --------------- | ---------- | ---- | ------ | ------ |
| 2016–17   | UEFA Europa League    | 1ª ronda previa | Hearts     | 2–4  | 1–2    | 3–6    |
| 2017–18   | UEFA Champions League | 1ª ronda previa | Hibernians | 0–1  | 0–2    | 0–3    |